# Alerheim
Alerheim – miejscowość i gmina w Niemczech, w kraju związkowym Bawaria, w rejencji Szwabia, w regionie Augsburg, w powiecie Donau-Ries, wchodzi w skład wspólnoty administracyjnej Ries. Leży na Wyżynie Frankońskiej, około 18 km na północny zachód od Donauwörth.

## Dzielnice
W skład gminy wchodzą następujące dzielnice:
Alerheim, Bühl im Ries, Rudelstetten, Wörnitzostheim.

## Demografia
| Rok  | Liczba mieszk. |
| ---- | -------------- |
| 1970 | 1 455          |
| 1987 | 1 501          |
| 2000 | 1 675          |

## Polityka
Wójtem gminy jest Christoph Schmid, poprzednio urząd ten obejmował Gerhard Ament, rada gminy składa się z 12 osób.
|      | WV | WG Bühl im Ries | WV Rudelstetten | WV Wörnitzostheim | Razem |
| 2008 | 6  | 2               | 2               | 2                 | 12    |
| 2002 | 6  | 2               | 2               | 2                 | 12    |

## Oświata
W gminie znajduje się przedszkole oraz szkoła podstawowa (5 nauczycieli, 96 uczniów).